# Ourense (tỉnh)

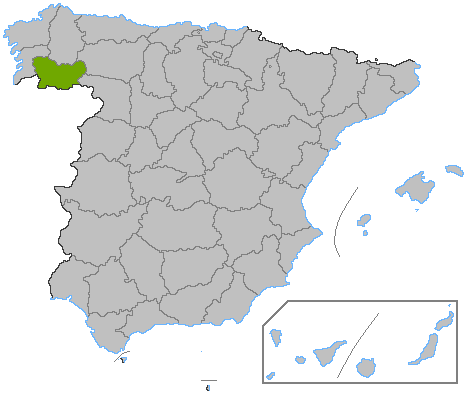
Tỉnh Ourense

Ourense (Orense in Tíêng Tây Ban Nha) là một tỉnh ở tây bắc Tây Ban Nha, phía đông nam cộng đồng tự trị Galicia. Tỉnh này giáp các tỉnh Pontevedra về phía tây, Lugo về phía bắc, León và Zamora về phía đông và Bồ Đào Nha về phía nam. Diện tích tỉnh này là 7.278 km2, là tỉnh không giáp biển duy nhất ở Galicia. Tỉnh này xung quanh có núi bao bọc.
Dân số năm 2002 là 343.768 người, 30% sống ở tỉnh lỵ Ourense. Có 92 đô thị ở tỉnh này. Các đô thị quan trọng có: Verín, Ribadavia, Allariz, A Rua, Carballiño, Viana do Bolo, và Xinzo de Limia.